# یواس‌اس نورماهال (پی‌جی-۷۲)
یواس‌اس نورماهال (پی‌جی-۷۲) (به انگلیسی: USS Nourmahal (PG-72)) یک کشتی بود که طول آن ۲۶۳ فوت ۱۰ اینچ (۸۰٫۴۲ متر) بود. این کشتی  در سال ۱۹۲۸ ساخته شد.